# Байрак Іван
Іва́н Байра́к (нар. 4, за ін. даними — 6 червня 1911, с. Гадинківці, Гусятинський повіт — пом. ?) — український громадський діяч. Закінчив школу в Копичинцях. 1929 емігрував до Канади. Співзасновник Українського національного об'єднання та видавництва «Новий шлях» у м. Едмонтон. Від 1945 очолював друкарню «Нового шляху». Член дирекції торгової спілки «Карпатія», голова кооперативи «Калина» (1974—1982).